# Titan (chanson de Besa Kokëdhima)
Pour les articles homonymes, voir Titan.
Singles de Besa Kokëdhima 
Zemrën n'dorë
(2023)
Chansons représentant l' Albanie au Concours Eurovision de la chanson
Duje (Albina & Familja Kelmendi)
(2023)
Titan (Stylisée en TiTAN) est une chanson de la chanteuse et auteure-compositrice-interprète albanaise Besa Kokëdhima. Autoproclamée « ballade avec beaucoup de contrastes », la chanson, composée par Besa, Fabrice Grandjean et Kledi Bahiti a été sélectionnée pour représenter l'Albanie au Concours Eurovision de la chanson 2024 à Malmö.

## Contexte et composition
Avant de participer au Festivali i Këngës 62, Besa Kokëdhima avait déjà tenté de participer au Concours Eurovision de la chanson, tentant de représenter la Roumanie en 2009.
Titan est la refonte de la chanson Zemrën n'dorë avec laquelle Besa a participé au Festivali i Këngës 62. Une refonte avait en effet été annoncée le 2 janvier 2024 par Besa afin de se conformer aux règles de l'Eurovision.Titan est publiée le 11 mars 2024. Elle est composée par Besa, Fabrice Grandjean et Kledi Bahiti et les paroles sont écrites par Gia Kola. À propos de la chanson, Besa déclare qu'elle est pour elle une « ballade avec beaucoup de contrastes » et « une véritable émotion ».

## Eurovision 2024

### Festivali i Këngës 62
Le diffuseur albanais Radio Televizioni Shqiptar (RTSH) annonce officiellement sa participation à l'Eurovision 2024 le 30 août 2023et annonce également la reconduction du Festivali i Këngës comme moyen de sélection de son représentant. Cette édition 2024 est la 62e édition du Festivali i Këngëset voit s'affronter 31 candidats qui, qu'ils se soient qualifiés ou non pour la grande finale, sont éligibles pour représenter le pays par le biais d'un vote télévisé. Le grand gagnant du concours ne représente en effet pas le pays s'il ne remporte pas également le télévote.
Besa et sa chanson Zemrën n'dorë sont officiellement annoncées pour le Festivali i Këngës 62 le 17 octobre 2023 . La chanson participe à la première demi-finale le 19 décembre 2023, bien qu'elle ait été annoncée comme étant automatiquement qualifiée pour la grande finale. Lors de la grande finale du 22 décembre 2023, elle ne remporte le concours dans son ensemble (la victoire est  attribuée à Mal Retkoceri) mais elle remporte le télévote et est ainsi sélectionnée pour représenter l'Albanie au Concours Eurovision de la chanson 2024. Le 2 janvier 2024, Besa annonce que la chanson est en cours de refonte afin de se conformer aux règles de l'Eurovision.

### À l'Eurovision
À l'Eurovision, la chanson se produit lors de la première partie de la deuxième demi-finale le 9 mai 2024 à laquelle vote l'Espagne, la France et l'Italie ainsi que le « reste du monde ». En cas de qualification, elle participera à la grande finale le 11 mai 2024.